# Fiebre hemorrágica boliviana
La fiebre hemorrágica boliviana (FHB), también conocida como tifus negro o fiebre de Ordog, es una fiebre hemorrágica viral y una enfermedad infecciosa zoonótica de Bolivia. 
Identificada en 1959, el tifus negro es causado por la infección viral con virus Machupo, un virus de simple hebra negativa de ARN de la familia de las Arenaviridae. 
La infección viral tiene un comienzo lento, con fiebre, malestar, migraña y dolor muscular y articular. Petequia (alteración sanguínea) en la parte superior del cuerpo y sangrados por nariz y flemones se observan con el progreso de la enfermedad; y en la fase hemorrágica, usualmente dentro de los siete días del comienzo. La tasa de mortalidad es estimada del 5 a 30 %. Debido a su patogenidad, el virus Machupo requiere Bioseguridad Nivel Cuatro, el máximo posible.
El vector es el Calomys callosus, un roedor nativo del norte de Bolivia. Los ratones infectados son asintomáticos y expelen virus en sus excretas, infectándose de ellas los humanos. La evidencia de transmisión persona-persona del virus Machupo existe pero es muy raro (Kilgore, et. al, 1995).
Las medidas para reducir el contacto entre el ratón y los humanos son efectivamente limitados por el número de denuncias de infección. No hubo casos entre 1973 y 1994. 
Una vacuna que se está desarrollando para el virus genéticamente vinculado virus Junín, que causa la fiebre hemorrágica argentina, ha mostrado evidencia de reactividad cruzada al virus Machupo y puede ser una efectiva profilaxis para las poblaciones en alto riesgo de infección.